# Sparfloxacine
La sparfloxacine est un antibiotique de la classe des fluoroquinolones, utilisé principalement comme traitement de recours dans les pneumopathies aiguës communautaires sévères dues à des souches bactériennes multi-résistantes. En raison de son profil de tolérance, son utilisation est strictement encadrée.

## Utilisations médicales[2]
Indications approuvées (AMM) :
- Pneumopathie aiguë communautaire documentée radiologiquement, uniquement en cas :
  - D’échec d’un traitement classique,
  - De souches de Streptococcus pneumoniae hautement résistantes à la pénicilline (CMI >1 mg/l) et aux autres antibiotiques usuels,
  - De risque épidémiologique élevé de souches multi-résistantes.

Contre-indications :
- Insuffisance rénale sévère (hémodialyse/dialyse péritonéale non recommandées),
- Phototoxicité cutanée (antécédents ou exposition solaire).

## Mode d'action
La sparfloxacine inhibe la sous-unité A de l’ADN gyrase,, et de l’ADN topoisomérase 4 ,,de Haemophilus influenzae (souche ATCC 51907 / DSM 11121 / KW20 / Rd), ainsi que l’ADN topoisomérase 2-alpha.

## Historique réglementaire[2]
- 1994 : Autorisation initiale pour pneumopathies, bronchopneumopathies et sinusites.
- 1997 : Restrictions après signalements de phototoxicité grave (brûlures cutanées, nécroses).
- 2001 : Maintien du remboursement à 35% par la Commission de la Transparence, mais réservé aux échecs thérapeutiques et aux souches multi-résistantes.